# What’s New Pussycat? (album Yukari Tamury)
What’s New Pussycat? – debiutancki minialbum japońskiej piosenkarki Yukari Tamury, wydany 26 września 1997. Ponieważ album nie jest już wydawany, jest bardzo poszukiwanym przez fanów Yukari Tamury.

## Lista utworów
Teksty piosenek: Kakeru Saegusa; kompozycja i aranżacja: Kazuhisa Yamaguchi
| Nr | Tytuł                                              | Czas |
| -- | -------------------------------------------------- | ---- |
| 1. | "HAPPY BIRTHDAY"                                   |      |
| 2. | "Kagayaki no kisetsu" (jap. 輝きの季節)            |      |
| 3. | "love me do"                                       |      |
| 4. | "Super Helper" (jap. スーパーヘルパー Sūpā Herupā) |      |
| 5. | "Sparkle with delight"                             |      |
| 6. | "Mermaid" (jap. マーメイド Māmeido)                |      |